# León de Mari
El León de Mari es una estatua de bronce de un león encontrada en 1936 por André Parrot en la capilla de los Leones en Mari, Siria. La estatua y su pareja gemela permanecían en su ubicación original, uno al lado del otro flanqueando un podio de dos escalones a la izquierda de la entrada, constando solo de la parte anterior del cuerpo, que parece emerger de la pared. Con cuellos tensos, patas estiradas y bocas abiertas rugientes, parecen a punto de saltar sobre cualquier intruso. Los ojos de caliza y pizarra incrustados acentúan la mirada alerta. Los labios retraídos mostraban originalmente dientes tallados en hueso, de los que aún conserva trazas el ejemplar de Alepo. Bigotes y melena están grabados con detalle y una cinta asomando tras la oreja derecha sugiere que tal vez represente un león domesticado perteneciente al templo. Aunque las estatuas guardianas eran comunes en el antiguo Oriente Próximo, protegiendo por pares las entradas de templos y palacios, el hecho de que estos leones estuvieran en el interior sugiere que tenían una función distinta de los habituales guardianes exteriores. Actualmente el León de Mari está en exhibición en el Departamento de Antigüedades de Oriente Próximo del Louvre. 

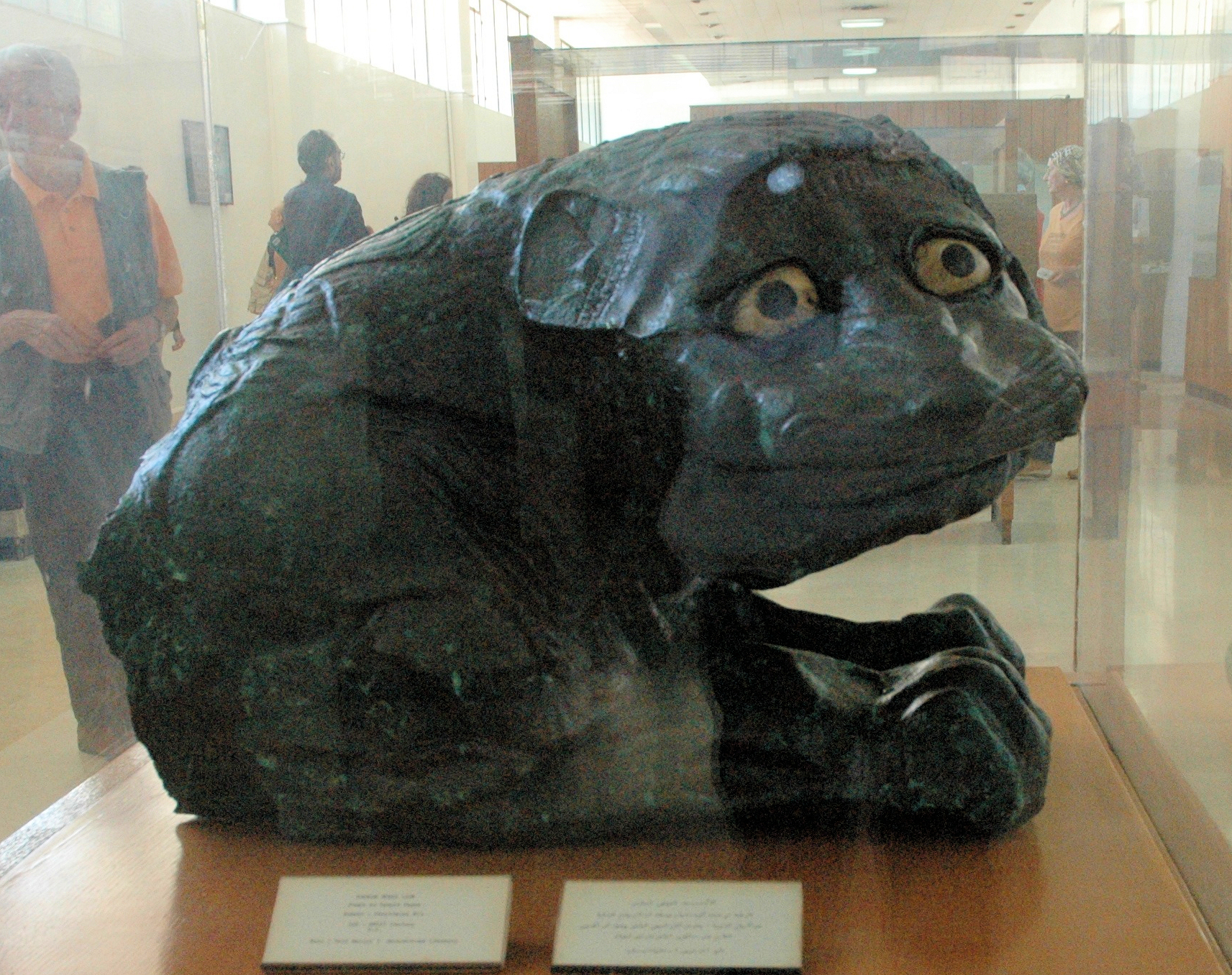
El otro león, en el Museo Nacional de Alepo.

El León de Mari fue probablemente realizado para servir como prótomo a principios del segundo milenio a. C., seguramente durante el reinado de Zimri-Lim. Fue desenterrada en 1936 por la expedición de Parrot en el Templo de Dagón de Mari (actualmente Tell Hariri, Siria) y está en exhibición en el Louvre; su figura gemela está en exhibición en el Museo Nacional de Alepo.